# Chuck Cooper
Chuck Cooper (29. září 1926 Pittsburgh, USA – 5. února 1984, tamtéž) byl americký profesionální basketbalista, historicky první Afroameričan, který byl draftován NBA. Stalo se tak 25. dubna 1950, k tomuto přelomovému kroku tehdy přistoupil tým Boston Celtics. V téže sezóně Coopera následovali ještě další dva Afroameričané – Nathaniel Clifton (New York Knicks) a Earl Lloyd (Washington Capitols).

## Život
V roce 1950 Cooper nejprve podepsal smlouvu s týmem Harlem Globetrotters (dva roky předtím tento tým těsně (61:59) porazil tehdejšího lídra NBA Minneapolis Lakers, a vyvrátil tak panující přesvědčení, že Afroameričané jsou v basketbalu podřadní). V dubnu téhož roku byl Cooper draftován NBA, první zápas odehrál 1. listopadu proti týmu Fort Wayne Pistons.

### Kariéra v NBA
- Boston Celtics (1950–1954)
- Milwaukee Hawks (1954–1956)
- Fort Wayne Pistons (1956)

Chuck Cooper zemřel na rakovinu ve věku 57 let.